# Piezometer
Et piezometer er en slags trykmåler, der udnytter en elektricitet kaldet piezo-elektricitet. Det er elektriske ladningers fordelinger i krystaller, hvis altså disse udsættes for enten et tryk eller et træk.
| Artikelstump | Spire Denne artikel om måleinstrumenter er en spire som bør udbygges. Du er velkommen til at hjælpe Wikipedia ved at udvide den. |